# Quercus variabilis
Quercus variabilis — вид рослин з родини Букові (Fagaceae); поширений у південно-східній частині Азії. Загальні назви: китайський корковий дуб (англ.), абе-макі (яп.), шуан пі лі (кит.).

## Опис
Дерево до 30 м заввишки, листопадне. Жіночі суцвіття пахвові на верхівковій частині молодих пагонів. Крона відкрита, розлога. Кора сильно борозниста, від рожево-сірої до коричнево-сірої. Гілочки від оливково-коричневих до блідо-коричневих, майже без волосся, дещо блискучі, стають сіро-коричневими. Листки 8–15 × 2–5 см, зворотнояйцюваті; верхівка загострена; основа округла або віддалено клиноподібна; край з 15–18 парами зубців; темні, блискучі, насичено-зелені зверху, зі щільним зірчастим сіруватим запушенням; знизу з дрібним сріблясто-зірчастим запушенням; ніжка листка завдовжки 2.5–3 мм, блідо-зелена. Жолудь субкулястий, завдовжки 1–2 см, сидячий, майже весь закритий чашечкою, яка з довгими лусочками.
Період цвітіння: березень — квітень; період плодоношення: вересень — жовтень наступного року.

## Середовище проживання
Поширений у південно-східній частині Азії (Китай, Гонконг, Японія, Північна й Південна Корея, Тайвань, В'єтнам); також культивується .
Зростає в рівнинних, передгірських, лісостепових та гірських лісах. Висота проживання: 0–3000 м.

## Використання
Використовується в Китаї в обмежених масштабах для комерційної пробки, хоча вважається нижчої якості.

## Загрози
Первинною загрозою для Q. variabilis є порушення з боку людини. 

## Галерея

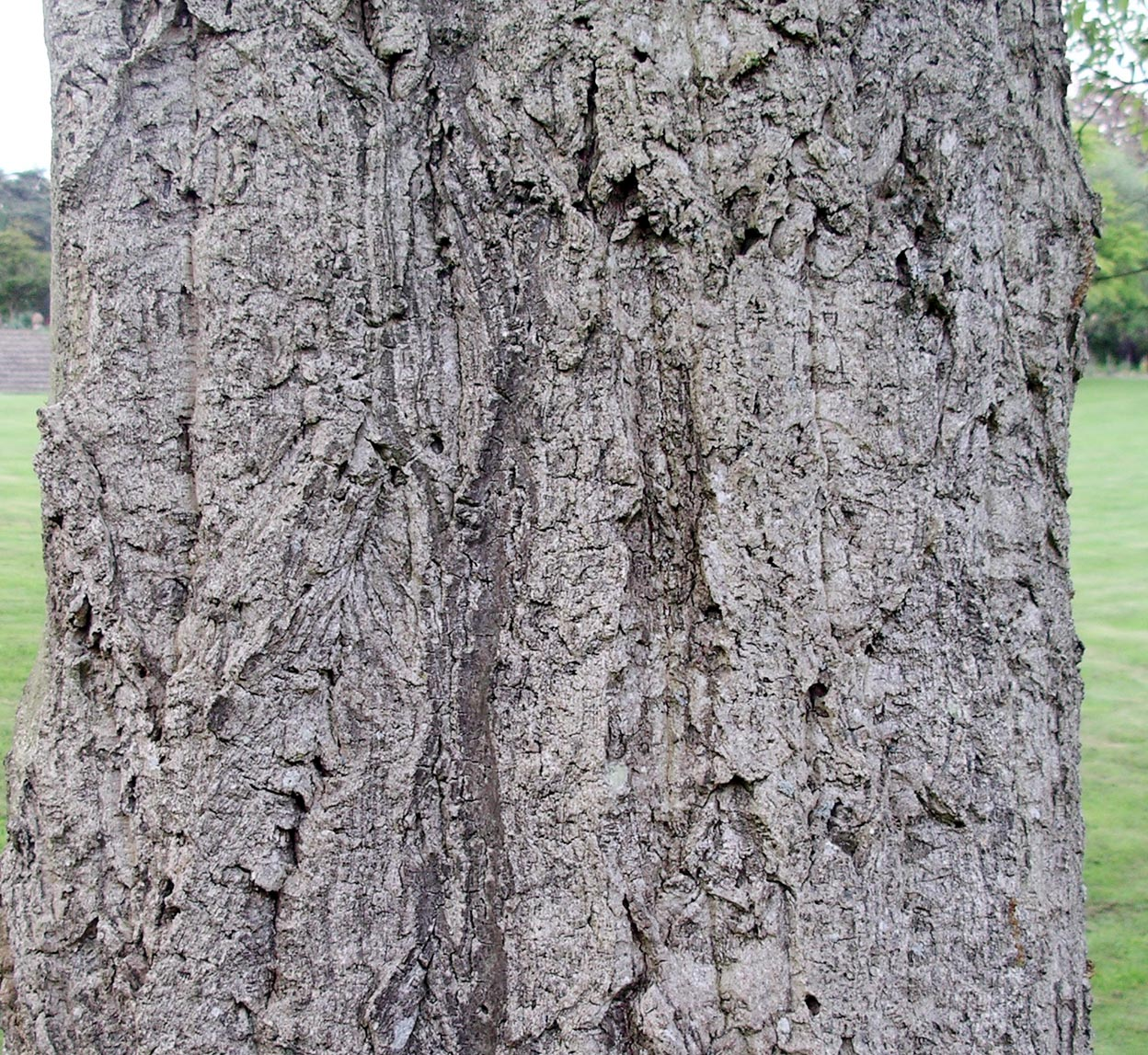
стовбур
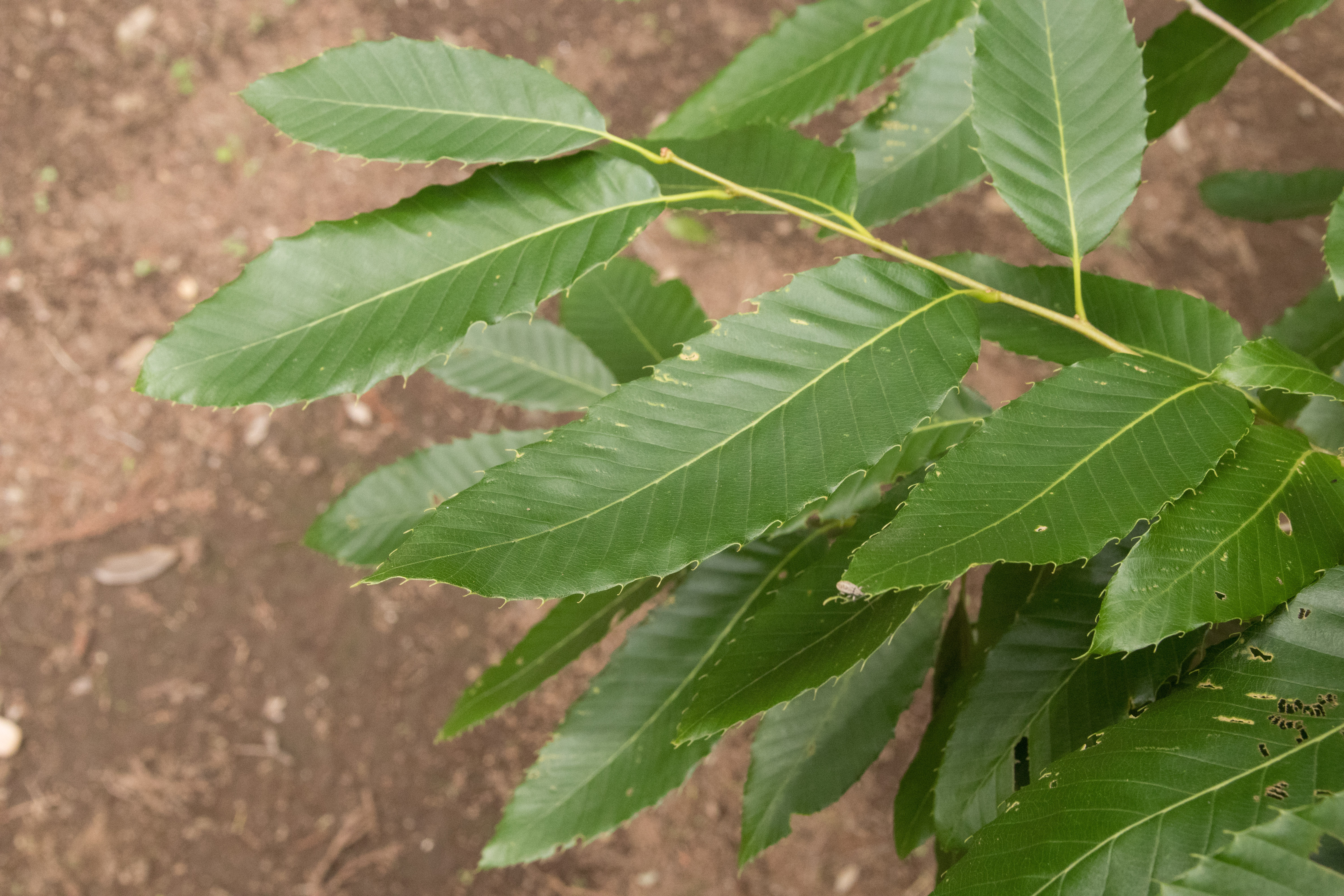
листки
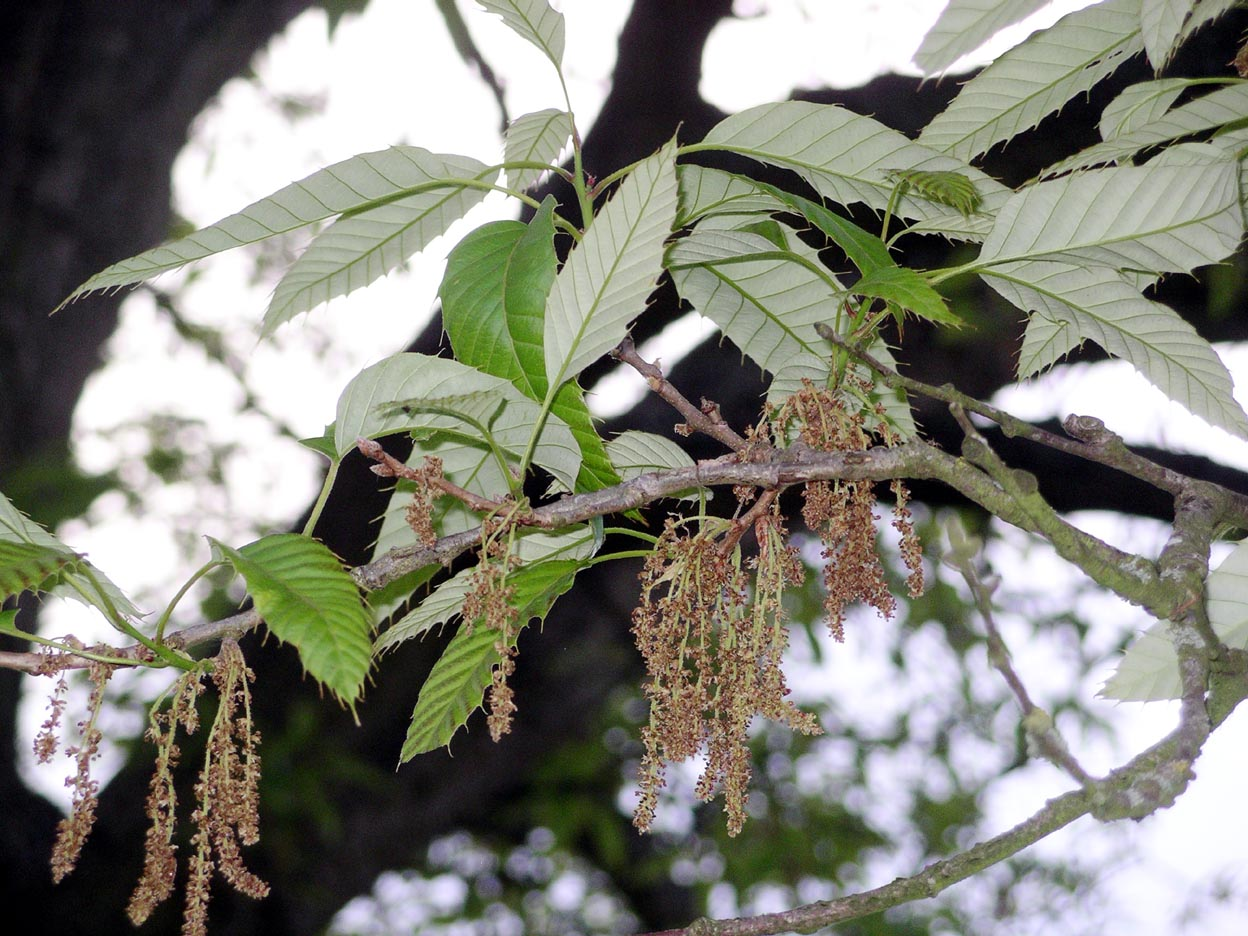
суцвіття
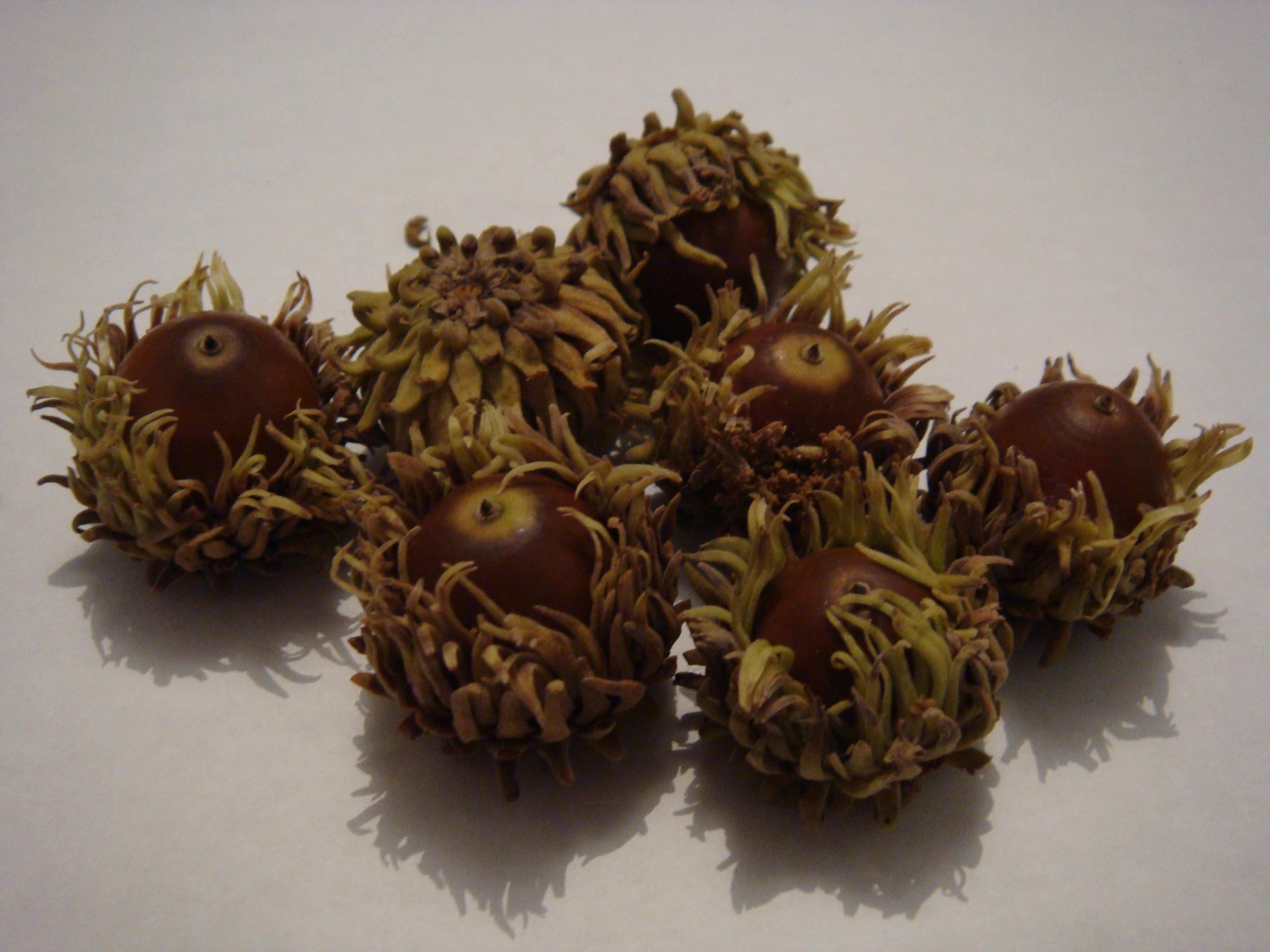
жолуді